# Carina Reicht
Carina Reicht (* 4. Juli 2001) ist eine österreichische Leichtathletin, die im Mittel- und Langstreckenlauf an den Start geht und auch als Triathletin aktiv ist. Sie ist zweifache und amtierende Staatsmeisterin Aquathlon (2022, 2023) und Vizestaatsmeisterin Triathlon (2022).

## Sportliche Laufbahn
Erste Erfahrungen bei internationalen Meisterschaften sammelte Carina Reicht im Jahr 2018, als sie bei den U18-Europameisterschaften in Győr in 9:35,66 min den sechsten Platz im 3000-Meter-Lauf belegte. Im Dezember lief sie bei den Crosslauf-Europameisterschaften in Tilburg nach 14:48 min auf Rang 48 im U20-Rennen ein.

### Staatsmeisterin 1500-Meter-Lauf 2019
Im Jahr darauf erreichte sie bei den U20-Europameisterschaften in Borås mit 16:44,17 min Rang neun im 5000-Meter-Lauf und belegte dann bei den Crosslauf-Europameisterschaften in Lissabon nach 15:12 min den 33. Rang im U20-Rennen.
2019 wurde Reicht zudem österreichische Meisterin im 1500-Meter-Lauf. Seit 2020 ist sie als Triathletin aktiv und im August 2021 wurde sie Dritte bei der Staatsmeisterschaft Aquathlon.

### Staatsmeisterin 3000 Meter in der Halle und Aquathlon 2022
Im Februar 2022 wurde sie Hallenmeisterin über 3000 Meter.
Am 12. Juni wurde Carina Reicht Vizestaatsmeisterin auf der Triathlon-Sprintdistanz und am 25. Juni wurde die 20-Jährige in Linz Staatsmeisterin Aquathlon (1000 m Schwimmen und 5000 m Laufen).
 Im August wurde sie in München Europameisterin Sprint-Triathlon der Altersklasse 20–24. Im Jahr darauf belegte sie bei den U23-Europameisterschaften in Espoo in 15:56,92 min den sechsten Platz über 5000 Meter und stellte damit einen neuen österreichischen U23-Rekord auf.
Im Juli 2023 konnte sie ihren Titel erfolgreich verteidigen und wurde zum zweiten Mal Aquathlon-Staatsmeisterin.

## Persönliche Bestleistungen
- 1500 Meter: 4:27,24 min, 7. Juli 2019 in Regensburg
- 1500 Meter (Halle): 4:33,12 s, 18. Februar 2018 in Linz
- 3000 Meter: 9:35,66 min, 6. Juli 2018 in Győr
- 3000 Meter (Halle): 9:40,22 min, 21. Februar 2021 in Linz
- 5000 Meter: 15:56,92 min, 13. Juli 2023 in Espoo (österreichischer U23-Rekord)

## Sportliche Erfolge
| Datum/Jahr    | Rang | Wettbewerb                                         | Austragungsort | Zeit     | Bemerkung                                 |
| ------------- | ---- | -------------------------------------------------- | -------------- | -------- | ----------------------------------------- |
| 22. Juni 2024 | 9    | ETU Triathlon European Cup                         | Wels           | 01:03:31 | als beste Österreicherin                  |
| 8. Juli 2023  | 3    | ÖTRV Staatsmeisterschaft Triathlon Sprintdistanz   | Wallsee        | 01:02:08 |                                           |
| 14. Aug. 2022 | 1    | ETU Duathlon European Championship Female AG 20–24 | München        | 01:05:58 | Europameisterin Sprint Triathlon AG 20–24 |
| 11. Juni 2022 | 2    | ÖTRV Staatsmeisterschaft Triathlon Sprintdistanz   | Wels           | 01:02:04 | Vizestaatsmeisterin                       |

| Datum/Jahr  | Rang | Wettbewerb                        | Austragungsort | Zeit     | Bemerkung             |
| ----------- | ---- | --------------------------------- | -------------- | -------- | --------------------- |
| 1. Mai 2022 | 4    | ÖTRV Staatsmeisterschaft Duathlon | Maissau        | 00:58:10 | hinter Sandrina Illes |

| Datum/Jahr    | Rang | Wettbewerb                                         | Austragungsort | Zeit     | Bemerkung                                                        |
| ------------- | ---- | -------------------------------------------------- | -------------- | -------- | ---------------------------------------------------------------- |
| 29. Juli 2023 | 1    | ÖTRV Österreichische Staatsmeisterschaft Aquathlon | Ferlach        | 00:30:40 | Aquathlon-Staatsmeisterin                                        |
| 25. Juni 2022 | 1    | ÖTRV Österreichische Staatsmeisterschaft Aquathlon | Walchsee       | 00:36:18 | Aquathlon-Staatsmeisterin bei der Challenge Walchsee-Kaiserwinkl |
| 21. Aug. 2021 | 3    | ÖTRV Österreichische Staatsmeisterschaft Aquathlon | Linz           | 00:31:50 |                                                                  |

(DNF – Did Not Finish)